# Taverne L’Espérance
Pour les articles homonymes, voir L'Espérance (homonymie).
La taverne L'Espérance est un café et hôtel de style Art déco construit en 1930 à Bruxelles. L'immeuble a été classé par la Région de Bruxelles-Capitale le 6 mars 2008.

## Histoire
Située rue du Finistère dans un immeuble de style éclectique érigé en 1874, le rez-de-chaussée a été transformé en 1930 par Léon Jean Joseph Govaerts.

## Situation
La Taverne l'Espérance se situe dans la rue du Finistère, no 1-3, adjacente à la rue Neuve. Elle se trouve à deux pas de l'église Notre-Dame du Finistère.

## Description
L'établissement possède la particularité d'avoir conservé en grande partie son mobilier d'origine. Son ornementation est dans le style Art déco.
Le vert y est dominant, couleur symbolique de l'Espérance.
À l'extérieur de l'établissement : petit auvent intégrant l'enseigne lumineuse à lettrage ajouré et verre opalescent, devanture de marbre. À l'intérieur : banquettes, tables basses, bar-comptoir, lambris, lampes encastrées dans les boiseries, vitraux peints représentant des paysages lacustres, jardinières, de part et d'autre du bar-comptoir deux portes de service Office et Hôtel avec vitrail Art déco, toilettes ("Cour") style année 30 de la marque Twyfords mais qui ne sont toutefois pas celles d'origine, etc.
Le café est couplé à un hôtel dont subsiste une chambre également décorée dans le style Art déco.
La taverne de l'Espérance était autrefois un lieu de rendez-vous et un hôtel de charme.

## Décor de plusieurs films
En 1976, J.-l. Muller y tourna des scènes du téléfilm Les Scrupules de Maigret avec Bruno Cremer.
L'hôtel a servi de décor à L'Orchestre rouge avec Claude Brasseur en 1989.
Une séquence du film La Brabançonne de Vincent Bal y a été tournée en 2014.